# Яськовцы (Хмельницкий район)
Яськовцы (укр. Яськівці) — село в Хмельницком районе Хмельницкой области Украины.
Село расположено у реки Волк (приток Южного Буга).

## История
В июле 1995 года Кабинет министров Украины утвердил решение о приватизации находившегося здесь совхоза «Яськовский».
Население по переписи 2001 года составляло 671 человек. Население по данным 2015 года составляло 560 человек.

## Местная власть
32200, Хмельницкая обл., Хмельницкий р-н, г. Деражня